# Georg Büchner

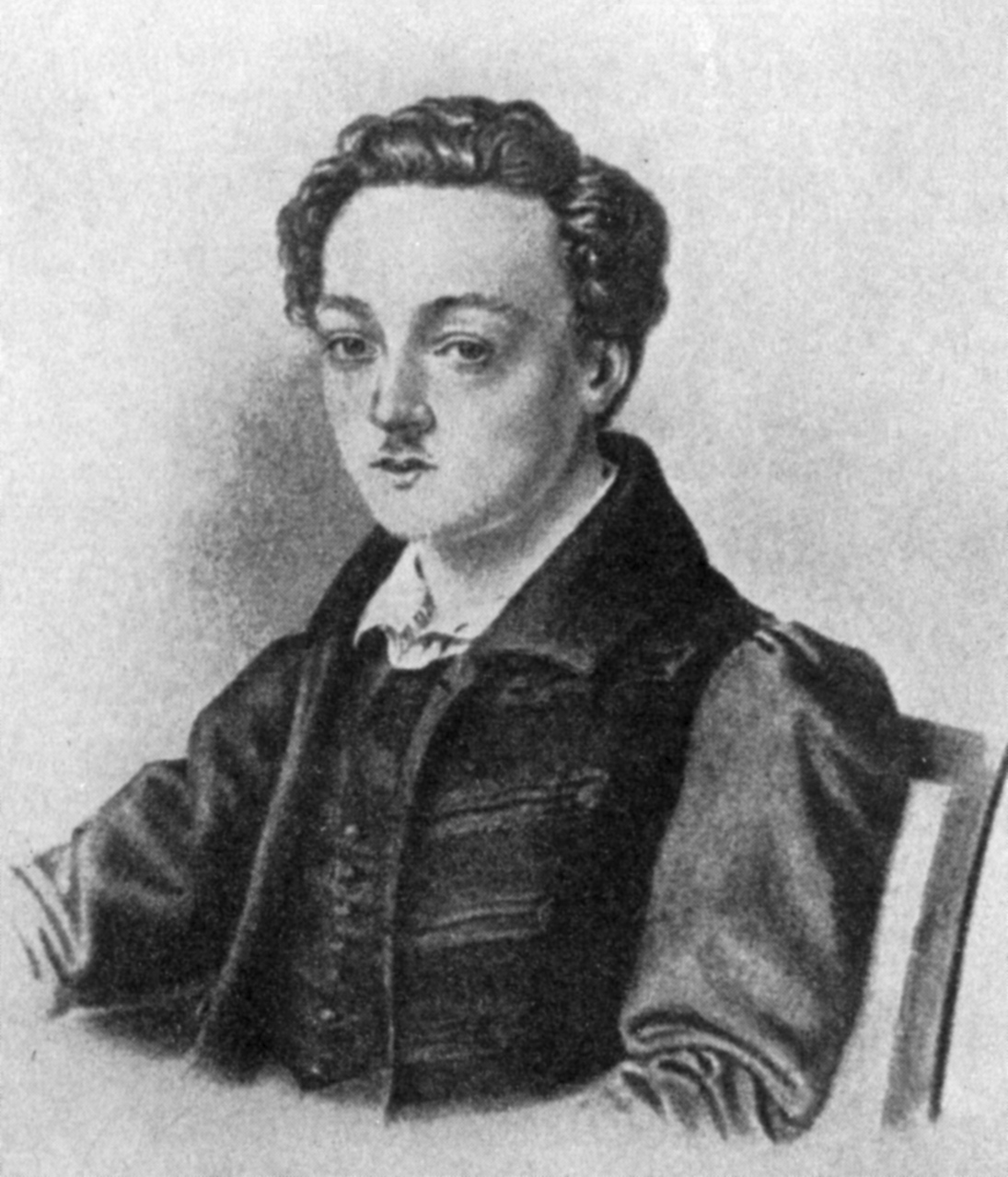
Georg Büchner, Bleistiftzeichnung von August Hoffmann, ca. 1835

Karl Georg Büchner (* 17. Oktober 1813 in Goddelau, Großherzogtum Hessen; † 19. Februar 1837 in Zürich) war ein deutscher Schriftsteller, Mediziner, Naturwissenschaftler und Revolutionär. Der Arzt, Dichter und Rebell war auch ein Vorreiter der modernen Psychosomatik. Er gilt trotz seines schmalen Werkes – er starb bereits im Alter von 23 Jahren – als einer der bedeutendsten Literaten des Vormärz.

„In der kurzen Lebenszeit, die ihm vergönnt ist, entwickelt er einmal gewonnene Einsichten mit rigoroser Konsequenz und ohne Brüche zwischen den Bereichen Politik, Ästhetik und Wissenschaft.“

Teile seines Werkes zählen zur Exilliteratur.

## Leben

### Kindheit und Jugend

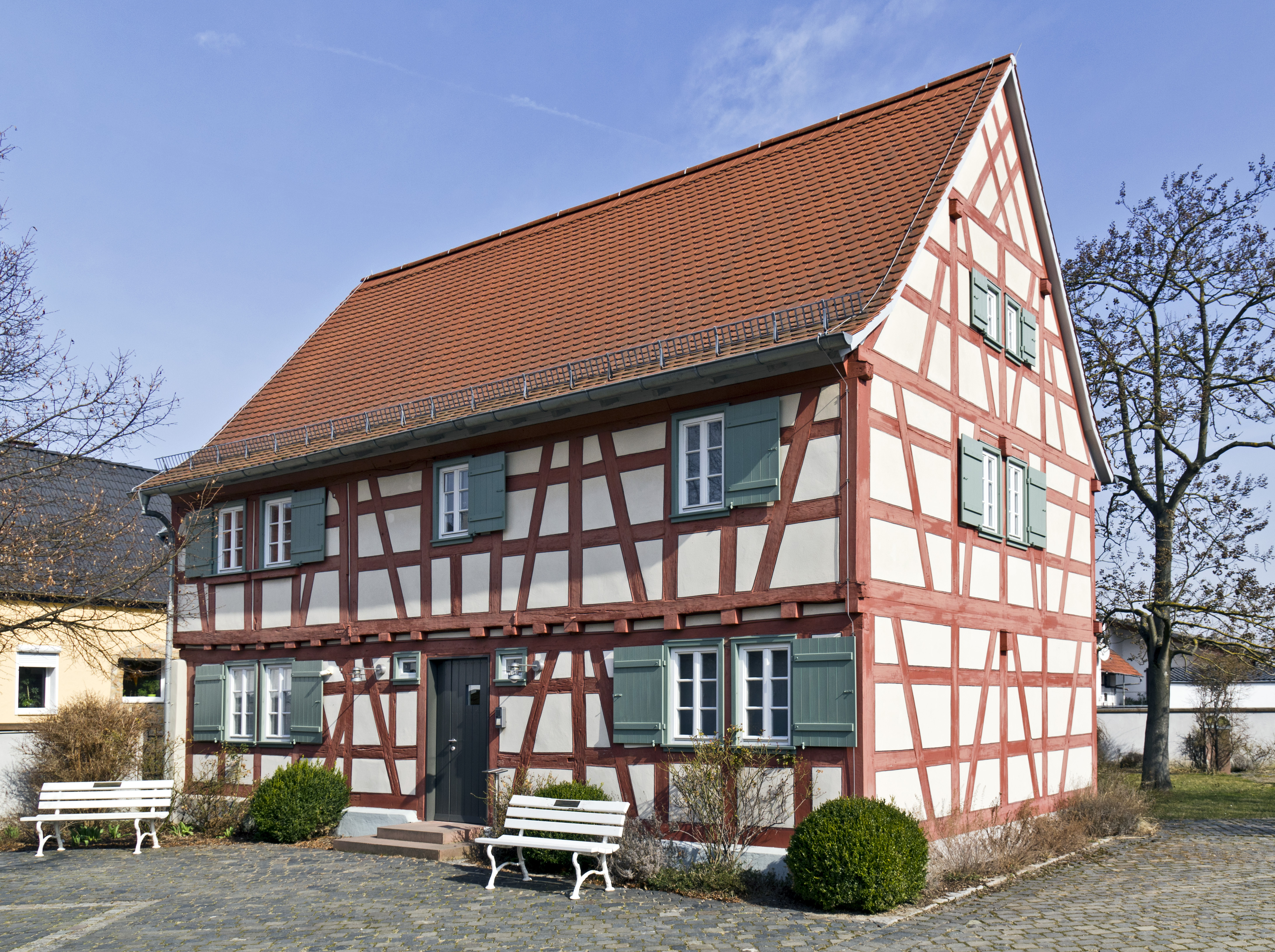
Georg Büchners Geburtshaus in Goddelau

Georg Büchner kam 1813 als Sohn des Arztes Karl Ernst Büchner und dessen Ehefrau Louise Caroline Büchner, geborene Reuß, zur Welt. Er war das erste von acht Kindern, von denen zwei kurz nach der Geburt starben. Die fünf überlebenden Geschwister Georgs waren:
- Mathilde Büchner (1815–1888),
- Wilhelm Ludwig Büchner (1816–1892), Fabrikant und Politiker,
- Luise Büchner (1821–1877), Schriftstellerin und Frauenrechtlerin,
- Ludwig Büchner (1824–1899), Philosoph und Schriftsteller (Kraft und Stoff, 1855) – und
- Alexander Büchner (1827–1904), Professor für Literaturgeschichte.

1816 zog die Familie nach Darmstadt, wo der Vater eine Stelle als Stadtphysikus und Hospitalarzt innehatte.
Von 1821 an besuchte der achtjährige Georg die Privat-Erziehungs- und Unterrichts-Anstalt des Theologen Carl Weitershausen. Ob er schon vorher Elementarunterricht in einer Darmstädter Vorschule erhalten hatte, ist nicht bekannt. Die Schüler wurden bei Weitershausen in zahlreichen Fächern unterrichtet, darunter auch in den Fremdsprachen Französisch, Latein und Griechisch. 1825, im Alter von mittlerweile elf Jahren, wechselte er zum neuhumanistischen Pädagogium, das seit 1826 der klassische Philologe Carl Dilthey leitete, der nun Büchners Lateinlehrer wurde. Neben Latein lernte Büchner weiter Griechisch und Französisch. Später, im Sommersemester 1830, nahm er außerdem an einem Intensivkurs in Italienisch teil. Im Geschichtsunterricht entstand 1829/1830 der Aufsatz über den „Helden-Tod der vierhundert Pforzheimer“. Zum Abschluss eines jeden Semesters gab es eine dreitägige Schulfeier. Zweimal hielt Büchner aus diesem Anlass eine Rede, davon eine am 29. September 1830 „zur Verteidigung des Kato [sic] von Utica“, eines glühenden Verfechters der römischen Republik. Dieser hatte Selbstmord aus Liebe zur Freiheit begangen, weil die Menschen unter der Herrschaft Cäsars nach Cato nur Sklaven gewesen seien. Im Frühjahr des Jahres 1831 verließ Büchner die Schule mit einem Reifezeugnis, das ihm „gute Anlagen“ und einen „klaren und durchdringenden Verstand“ bescheinigte.

### Studium in Straßburg

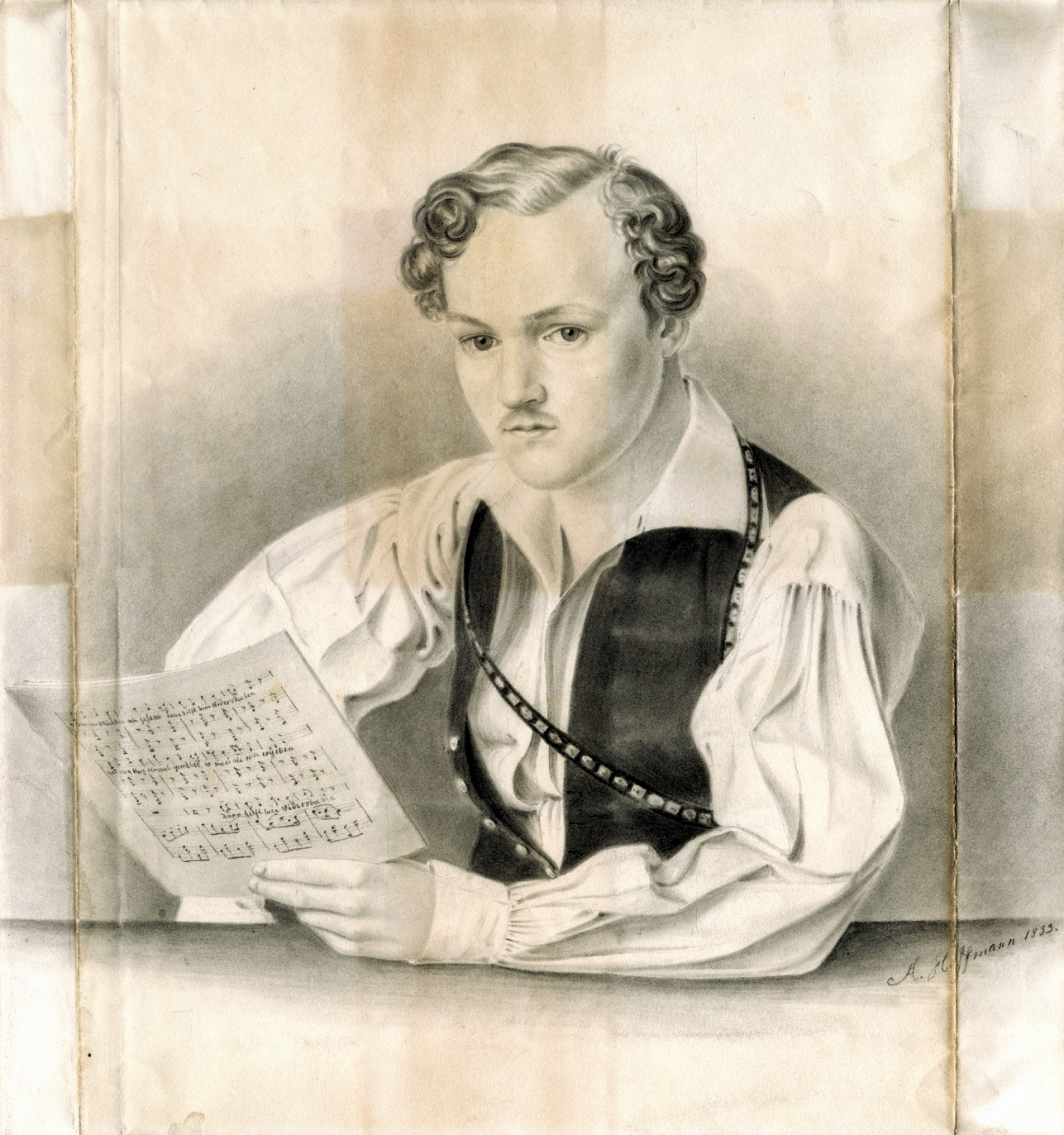
August Hoffmann: Bleistiftzeichnung von 1833 (Ob es sich bei der dargestellten Person um Georg Büchner handelt, konnte bis heute nicht zuverlässig belegt werden.)

Am 9. November 1831, im Alter von 18 Jahren, schrieb sich Georg Büchner in die Medizinische Fakultät der Universität Straßburg ein, wo er von 1831 bis 1833 vergleichende Anatomie studierte. Er wohnte im Haus des evangelischen Pfarrers Johann Jakob Jaeglé, eines Bekannten des elsässischen Reuß-Zweiges, und lernte dessen Tochter Wilhelmine kennen. In Straßburg erlebte er im Dezember den Empfang der (von den zaristischen Truppen) geschlagenen Generäle des Aufstandes der unterdrückten Polen. Bezeugt werden diese und weitere Ereignisse durch seine zahlreichen Briefe an die Eltern. Büchner trat fortan immer häufiger für politische Freiheiten ein. So auch, als er am 24. Mai 1832 vor der Studentenverbindung Eugenia einen Vortrag über die politischen Verhältnisse in Deutschland hielt. Der Eugenia hatte sich Büchner als „dauerhafter Gast“ („hospes perpetuus“) angeschlossen, da die Mitgliederzahl auf zwölf und auf Theologen beschränkt war. Der Eugenia gehörten auch August Stöber, Adolphe Stoeber und Eugène Boeckel an.
1832 verlobte sich Büchner heimlich mit Wilhelmine Jaeglé (1810–1880), der Empfängerin des sogenannten „Fatalismus-Briefes“, in dem Büchner sein Programm des Menschen als „Subjectum“ der Geschichte formuliert: Der Mensch könne nicht aktiv in den alles verschlingenden Prozess der Geschichte eingreifen, sondern werde zu deren Spielball, zum „Schaum auf der Welle“.
Die Jahre in Straßburg nannte Büchner später seine glücklichste Zeit, denn in Frankreich zur Zeit der Juli-Revolution war das politische Klima sehr viel offener als in Darmstadt. Nicht nachgewiesen ist, ob Büchner schon Mitglied der Gesellschaft der Menschenrechte war. Sie diente ihm später aber als Vorbild für eine eigens von ihm gegründete Gesellschaft.

### Universität Gießen

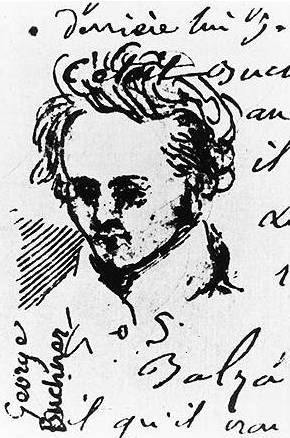
Alexis Muston: Skizze Büchners, um 1835

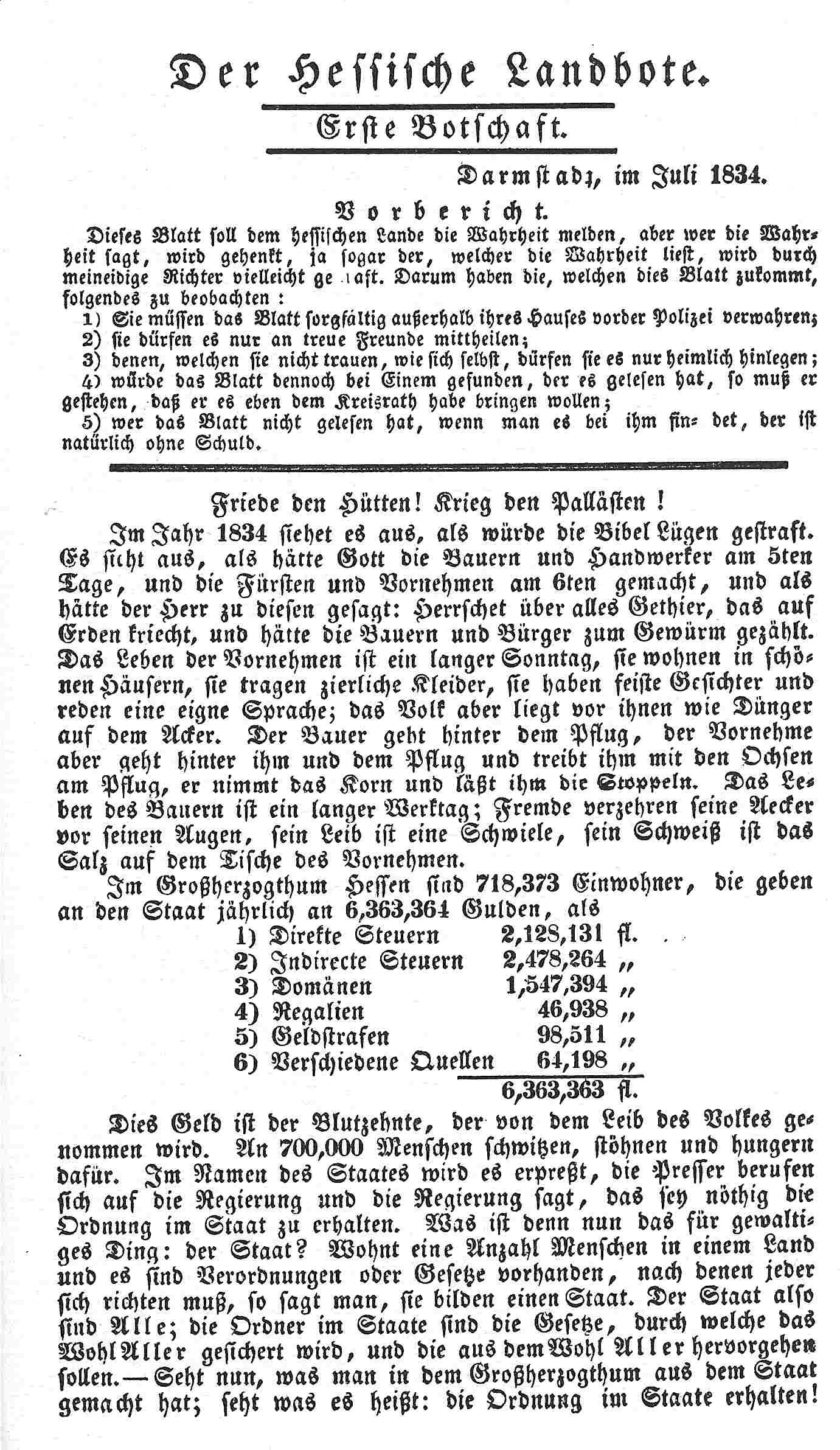
Die erste Seite des Hessischen Landboten mit der Parole „Friede den Hütten! Krieg den Palästen!“

Am 31. Oktober 1833 schrieb sich Georg Büchner für das im November beginnende Wintersemester 1833/34 an der Universität in Gießen ein, da maximal zwei Jahre Studium im Ausland (außerhalb von Hessen-Darmstadt) erlaubt waren. Hier im Großherzogtum Hessen erlebte er unmittelbar die Schikanen der Obrigkeit und die Gewalt im Staat. Von nun an konnte er die Vorgänge nicht mehr aus nüchterner Distanz beobachten.
Aus dieser Zeit sind große gesundheitliche Probleme von Büchner überliefert. Es bedrückte ihn nicht nur die Trennung von seiner Verlobten, sondern ihm missfiel seine gesamte Situation. Im Vergleich zu Straßburg hatten ihm die Lehrer in Gießen wenig zu bieten. Zwar lehrte Justus Liebig hier Chemie, doch Büchner interessierte sich nur für Philosophie und Medizin. Später diente ihm einer seiner Gießener Dozenten, der Mediziner Johann Bernhard Wilbrand, als Vorlage für den bornierten und inhumanen Doktor in Woyzeck.
Auch mit seinen Kommilitonen war Büchner unzufrieden. Es gab zwar oppositionelle Bestrebungen, doch diese waren ihm nicht radikal genug. Außerdem kritisierte er, dass die Studenten unter sich bleiben wollten; Büchner dagegen plädierte dafür, auch andere Bürger aufzunehmen. Deshalb gründete er zusammen mit ehemaligen Schulkameraden aus Darmstadt (die zu diesem Zeitpunkt wie er in Gießen studierten) und weiteren Studenten – darunter die Gießener Germanen August Becker und Friedrich Jacob Schütz – sowie mehreren Handwerkern die Gesellschaft für Menschenrechte, eine Geheimorganisation nach französischem Vorbild, deren Ziel ein Umsturz der politischen Verhältnisse war. Es schlossen sich aber insgesamt nur wenige Mitglieder an.
Schon zu Beginn des Jahres 1834 war Büchner bei Friedrich Ludwig Weidig eingeführt worden, einem der führenden Oppositionellen aus Hessen-Darmstadt. Es kam jedoch immer wieder zu Differenzen. Weidig stand für einen gemäßigteren Kurs und taktische Bündnisse, weil er nur so eine Chance für die Umsetzung der revolutionären Ideen sah. Büchner dagegen hielt die materielle Ungleichheit und die Armut der Landbevölkerung für das Grundproblem und wandte sich deshalb gegen eine Koalition mit den Wohlhabenden.
Im Juli 1834 wurde illegal in der Druckerei von Carl Preller in Offenbach/Main der Hessische Landbote gedruckt, den Büchner in seiner Zeit in der Gießener Badenburg verfasst hatte und der von Weidig gegen den Willen Büchners umfassend überarbeitet worden war. Es handelt sich um eine Flugschrift, die unter der Parole „Friede den Hütten! Krieg den Palästen!“ die hessische Landbevölkerung zur Revolution gegen die Unterdrückung aufrief. Weidig hatte die Stellen gestrichen, die in offenem Konflikt mit den potentiellen Bündnispartnern standen. Büchner fand daher, Weidig habe der Schrift ihre Grundintention genommen. Trotz der Abschwächungen Weidigs wurde die Schrift von vielen liberalen Oppositionellen scharf kritisiert. Bei der Landbevölkerung wurde sie dagegen positiv aufgenommen, weshalb im September 1834 sogar eine zweite Auflage herausgegeben wurde, deren Text der mitverschworene Marburger Mediziner Leopold Eichelberg allerdings noch stärker abschwächte. Die Schrift zeichnet sich durch die Verwendung von Statistiken aus, die der Landbevölkerung vor Augen führten, dass sie mit ihrer Steuerlast die überzogenen Aufwendungen des Hofes finanzierte. Im August wurde Karl Minnigerode, einer der Verschwörer, mit 150 Exemplaren des Landboten gefasst und verhaftet. Am 4. August ließ der Universitätsrichter Konrad Georgi das Zimmer Büchners in dessen Abwesenheit durchsuchen. Einen Tag später wurde Büchner von Georgi vernommen, aber nicht verhaftet.

### Flucht nach Straßburg

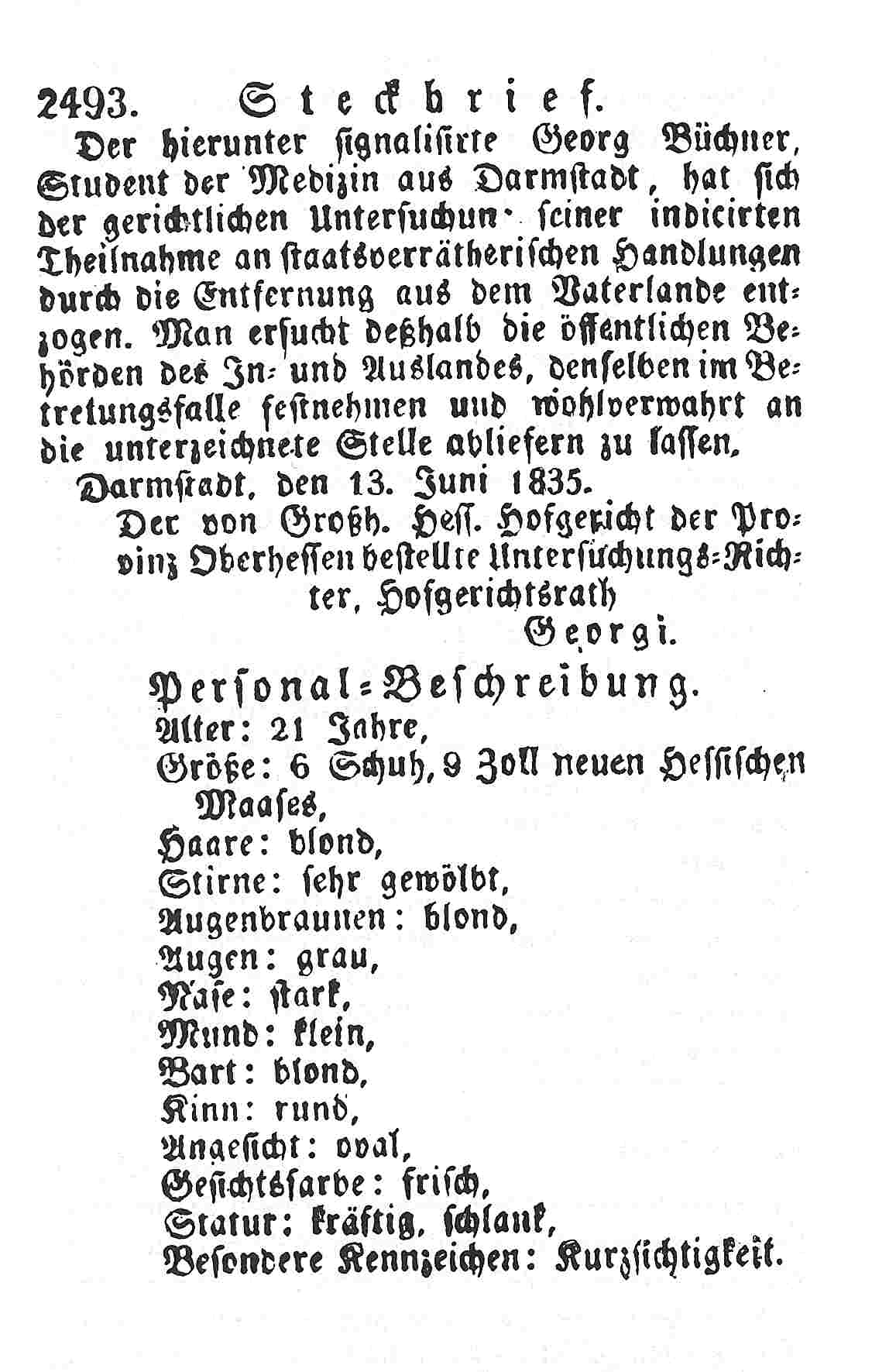
Steckbrief, mit dem Georg Büchner gesucht wurde

1835 verfasste Büchner nach eigenen Angaben innerhalb von fünf Wochen Dantons Tod und schickte das Manuskript an Karl Gutzkow mit der Bitte um rasche Veröffentlichung. Er brauchte Geld für die geplante Flucht. Dantons Tod beschreibt das Scheitern der Französischen Revolution. Im Gegensatz zum historischen Danton, der auf Grund taktischer Fehler scheiterte, erkennt der literarische Danton von Beginn an die Sinnlosigkeit seines Unternehmens. Nachdem Büchner einer Vorladung des Friedberger Untersuchungsrichters nicht Folge geleistet hatte, wurde er steckbrieflich gesucht. Am 9. März floh er über Weißenburg nach Straßburg. Das Geld hatte er aber nicht aus den Einnahmen von Dantons Tod, da die Untersuchungen sich schon vor dem Abschluss des Vertrages zuspitzten. Im letzten Moment hatte sich Büchner seiner Mutter anvertraut, die ihm Geld gab. Nach Büchners Flucht brach sein Vater zwar jeden Kontakt zu ihm ab, erlaubte aber der Mutter, Büchner weiter mit Geld zu unterstützen.
Dantons Tod wurde Ende Juli veröffentlicht. Noch im selben Sommer übersetzte Büchner zwei Dramen Victor Hugos ins Deutsche: Lucretia Borgia und Maria Tudor. Im Herbst beschäftigte er sich mit der Erzählung Lenz, in der die seelischen Leiden des Schriftstellers Jakob Michael Reinhold Lenz dargestellt werden.
Im Winter 1835/36 widmete Büchner sich wieder der Wissenschaft. Er erforschte das Nervensystem der Fische und vollendete seine Dissertation Abhandlung über das Nervensystem der Barbe. Im Frühjahr 1836 stellte er die Arbeit in mehreren Lesungen der Gesellschaft für Naturwissenschaft in Straßburg vor. Daraufhin wurde er als Mitglied aufgenommen, und die Arbeit wurde von der Gesellschaft veröffentlicht. Wenige Monate später entstand auch sein Lustspiel Leonce und Lena, mit dem er an einem Wettbewerb der Cotta’schen Verlagsbuchhandlung teilnehmen wollte. Er verpasste jedoch den Einsendeschluss und erhielt das Manuskript ungelesen zurück.

### Letzte Monate in Zürich

Eintrag Büchners 1838 im Schwarzen Buch der Bundeszentralbehörde

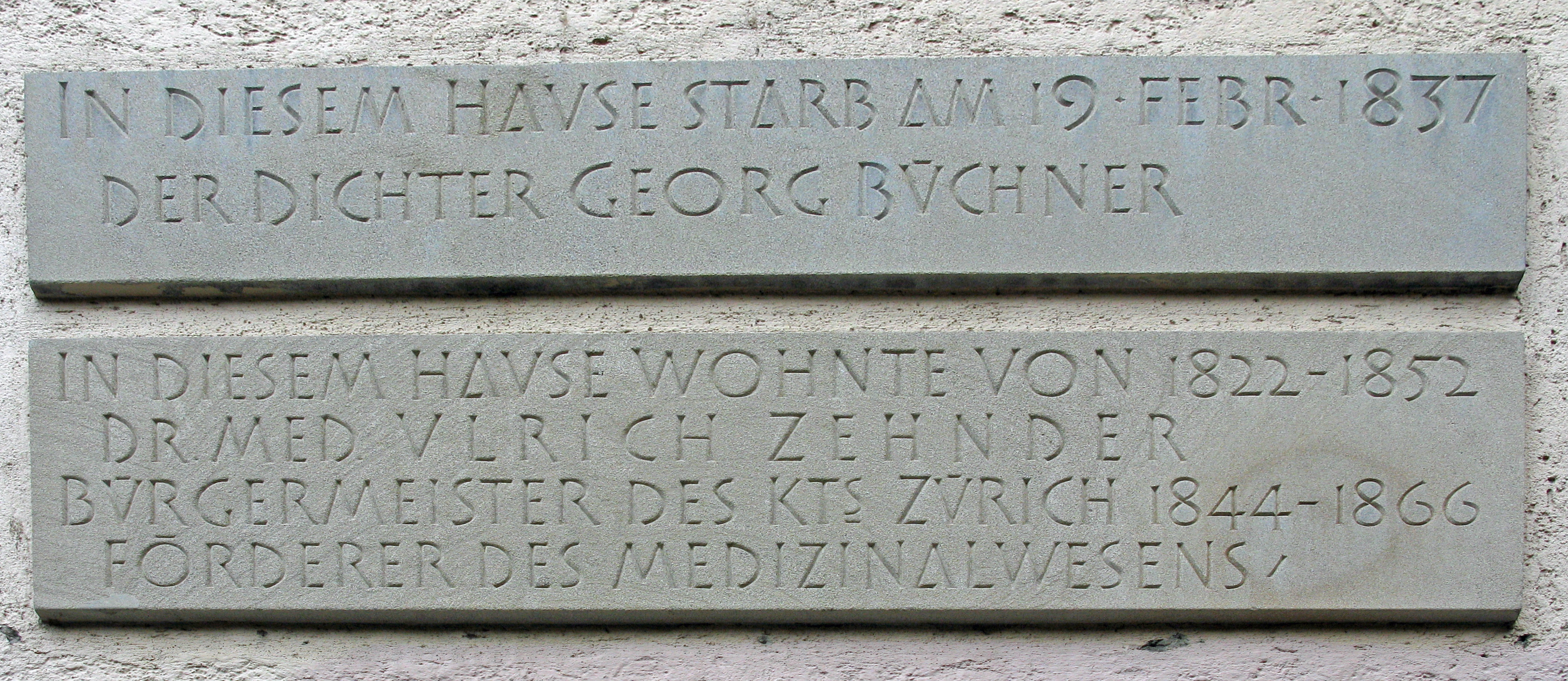
Gedenktafel in der Spiegelgasse 12

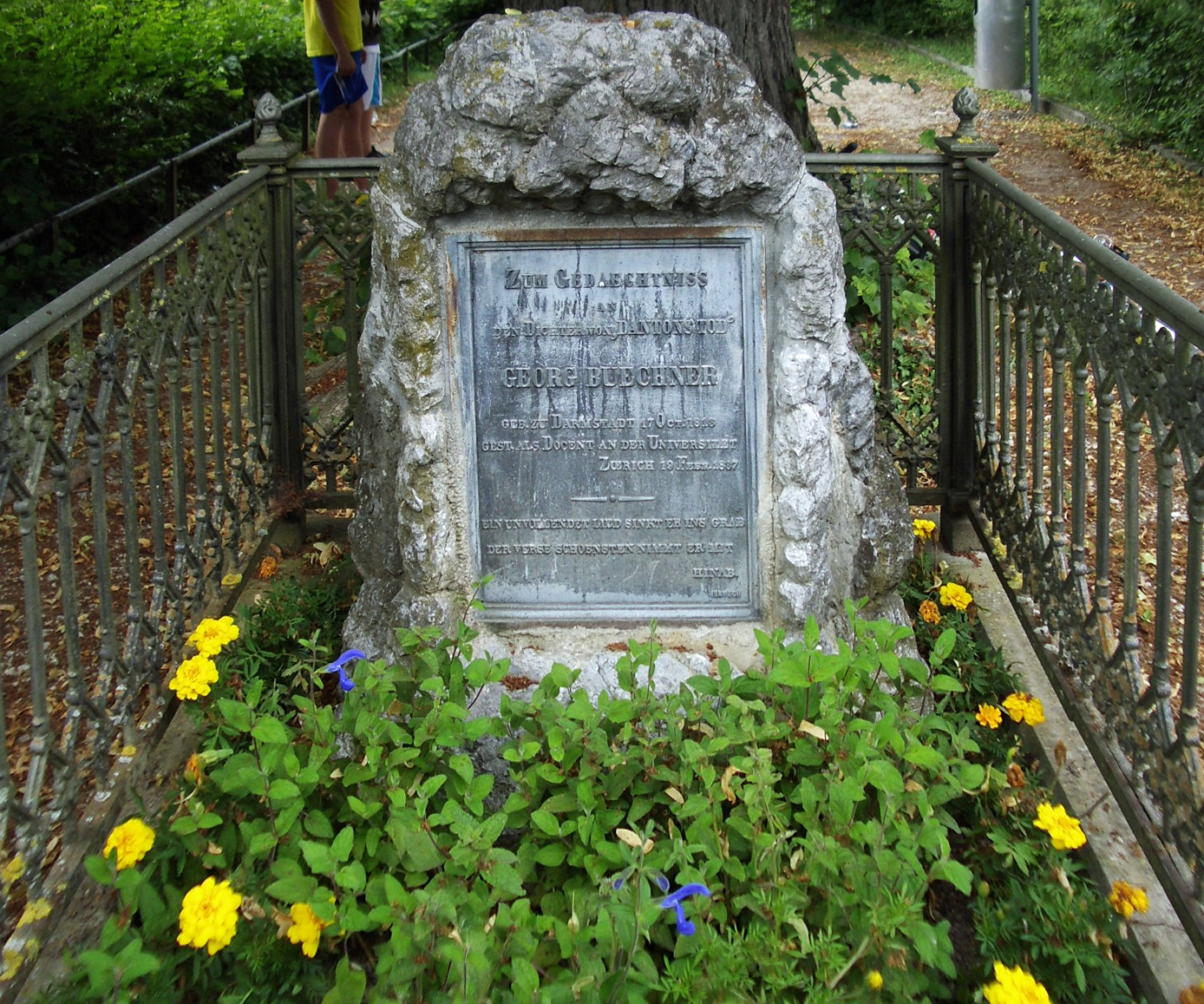
Grabstein auf dem Germaniahügel

Büchner legte seine Arbeit Mémoire sur le système nerveux du barbeau (Cyprinus Barbus L.) Ende Juli 1836 an der Philosophischen Fakultät der Universität Zürich vor und wurde am 3. September 1836, in absentia, durch die Gutachten der Professoren Lorenz Oken, Heinrich Rudolf Schinz, Carl Löwig und Oswald Heer zum Doktor der Philosophie promoviert. Am 18. Oktober 1836 zog er nach Zürich, am 5. November 1836 hielt Büchner seine Probevorlesung Über die Schädelnerven und wurde zum Privatdozenten ernannt. Seinen Kurs „Zootomische Demonstrationen“, in dem er anhand von selbst angefertigten Präparaten die Anatomie von Fischen und Amphibien lehrte, besuchten aber nur wenige Studenten. Einer von ihnen, August Lüning, erinnerte sich aber noch 40 Jahre später mit Begeisterung daran. Schon vor seiner Übersiedlung nach Zürich hatte Büchner mit der Arbeit am Woyzeck in Straßburg begonnen. Entwürfe nahm er mit in die Schweiz – das Werk blieb ein Fragment.
Für das folgende Semester plante Büchner einen weiteren Kurs, zu dem es allerdings nicht mehr kam. Am 2. Februar 1837 erkrankte er schwer an Typhus. Die Krankheit grassierte in Zürich, die Infektion erfolgt meist durch verunreinigtes Wasser. Seine Wohnungsnachbarn, die deutschen Flüchtlinge Caroline und Wilhelm Schulz, mit denen er seit dem Straßburger Exil befreundet war, pflegten ihn und benachrichtigten Wilhelmine Jaeglé. Der betreuende Arzt war in seinen letzten Tagen Johann Lukas Schönlein. Georg Büchner starb am 19. Februar 1837 im Beisein seiner Braut und des Ehepaares Schulz. Er wurde auf dem Stadtzürcher Friedhof „Krautgarten“ außerhalb des damaligen Lindentors beerdigt (dort, wo heute das Zürcher Kunsthaus steht). Einige hundert Personen, darunter die Universitätskollegen und die beiden Zürcher Bürgermeister, gaben ihm das letzte Geleit. Nach der Einebnung des Friedhofes bettete man 1875 die sterblichen Überreste auf den „Germaniahügel“ um (benannt nach dem beliebten Treffpunkt der Studentenverbindung „Germania“, einer Verbindung der deutschen Hochschulstudenten in Zürich). Dort liegt das Grab noch heute, für sich allein, nicht in einem Friedhof, beim Aussichtspunkt „Rigiblick“ (Bergstation der Seilbahn Rigiblick). Die Bestätigung seines Todes wurde 1838 im Schwarzen Buch der Frankfurter Bundeszentralbehörde (Eintrag Nr. 209) festgehalten.

## Literarische Bedeutung
Als Schriftsteller wandte Georg Büchner den seinerzeit noch unbekannten Perspektivenwechsel mit dem unmittelbaren Übergang von der Ich- zur Er- Erzählung an, als Mediziner erlernte er die Kunst der Beobachtung und als Rebell die Kunst des Widerstands. Ein halbes Jahrhundert vor der Entdeckung der Psychoanalyse lässt Büchner den aufgeklärten Revolutionär Danton fragen:

„Was ist das, was in uns hurt, lügt, stiehlt und mordet?“

Als Dichter des Vormärz ist Büchner ein politisch kritischer Autor und Gegner der wirklichkeitsfremden romantischen Dichtung. Auch beschäftigt er sich in seinen Werken mit zerrissenen, zwischen Gegensätzen schwankenden Personen, die nicht in der Lage sind, konsequente Entscheidungen zu treffen. Das Besondere sind die Stoffwahl und die psychologische Zeichnung der Charaktere. Die Titelfigur in Woyzeck beispielsweise stammt aus der untersten Gesellschaftsschicht, ein ungewöhnliches Milieu in der deutschen Literatur. Besonders die psychologische Seite seiner Figuren ist genau gezeichnet. Auch die Verwendung der Umgangssprache als Stilmittel ist neu.

## Werke
- „Friede den Hütten, Krieg den Palästen!“, Der Hessische Landbote, 1834 – zusammen mit Friedrich Ludwig Weidig (Flugschrift). Digitalisat
- Dantons Tod, 1835 (Drama) Digitalisat
- Lenz, 1835 (Erzählung).
- Leonce und Lena, 1836 (Lustspiel).
- Woyzeck, 1837 (Dramenfragment).
- Pietro Aretino, das Drama ist verschollen.
- Übersetzungen
  - Lucretia Borgia, 1835 (Übersetzung des Dramas von Victor Hugo).
  - Maria Tudor, 1835 (Übersetzung des Dramas von Victor Hugo).

### Editionsgeschichte

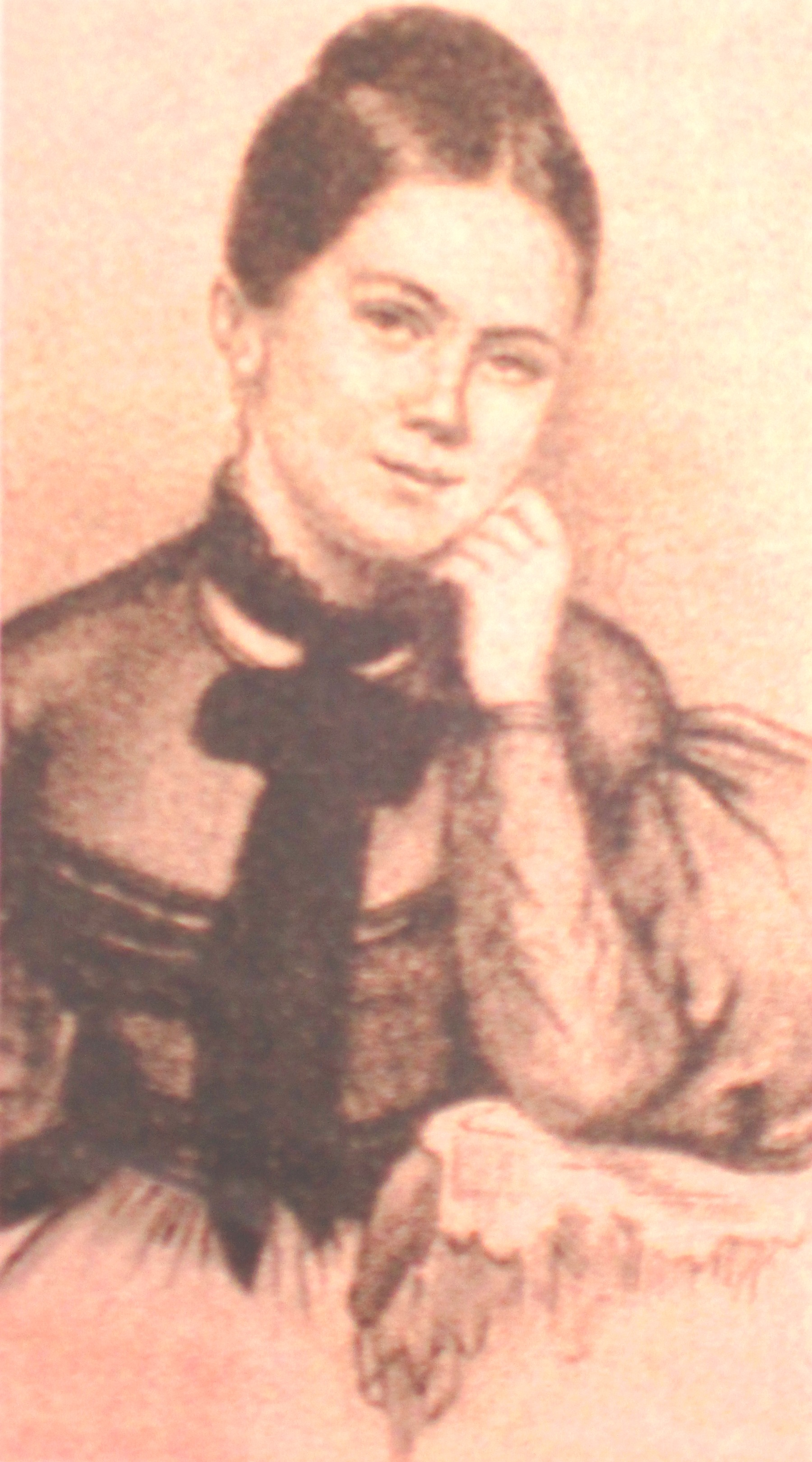
Büchners Verlobte Minna Jaeglé (ca. 1830)

13 Jahre nach Georg Büchners Tod brachte sein Bruder Ludwig 1850 die Nachgelassenen Schriften heraus. Woyzeck beispielsweise wurde darin nicht aufgenommen, u. a. deshalb, weil das Manuskript stark verblasst und weitgehend unleserlich war. Der österreichische Schriftsteller Karl Emil Franzos publizierte 1879 Georg Büchner: Sämtliche Werke und handschriftlicher Nachlaß, darin war dann auch das Fragment zum ersten Mal in einer stark überarbeiteten Fassung dem Publikum zugänglich. Er setzte auch die auf Streitigkeiten von Wilhelmine Jaeglé mit Büchners Geschwistern über seine Hinterlassenschaft beruhende Vermutung in die Welt, Büchners Verlobte habe den Pietro Aretino aus Gegnerschaft gegen atheistische Tendenzen des Werkes vernichtet. Dafür gibt es jedoch keine weiteren Anhaltspunkte. Sie selber hat klargestellt, dass sie ausschließlich persönliche Korrespondenz zurückgehalten habe.
Fritz Bergemann gab 1922 Sämtliche Werke und Briefe heraus. Die nicht abgeschlossene Kritisch-historische Ausgabe von Werner R. Lehmann (1979) war auch die Grundlage der Ausgabe Werke und Briefe in einem Band des Carl-Hanser-Verlages im Jahr 1980. Sämtliche Werke, Briefe und Dokumente in zwei Bänden, 1992/1999 herausgegeben von Henri Poschmann, ist eine weitere Edition von Büchners Gesamtwerk (seit 2002 als Taschenbuch im Insel-Verlag). Die Marburger Ausgabe, eine Historisch-kritische Ausgabe der Sämtlichen Werke und Schriften Georg Büchners, ist, betreut von der Forschungsstelle Georg Büchner an der Philipps-Universität Marburg, im Zeitraum von 2000 bis 2012 in zehn Bänden erschienen: Schülerschriften (Band 1, in zwei Teilbänden), Der Hessische Landbote (Band 2), Danton's Tod (Band 3, in vier Teilbänden), Übersetzungen (Band 4), Lenz (Band 5), Leonce und Lena (Band 6), Woyzeck (Band 7, in zwei Teilbänden), Naturwissenschaftliche Schriften (Band 8), Philosophische Schriften (Band 9, in zwei Teilbänden) und Briefwechsel (Band 10).

## Ehrungen
- Der seit 1923 vergebene Georg-Büchner-Preis ist der bedeutendste Literaturpreis in der Bundesrepublik Deutschland.
- In der DDR wurde 1967 ein Fracht- und Ausbildungsschiff auf den Namen Georg Büchner getauft; es sank im Mai 2013 in der Ostsee.
- Es gibt seit 1981 in Marburg eine Forschungsstelle Georg Büchner – Literatur und Geschichte des Vormärz und seit 1979 eine Georg Büchner Gesellschaft.

### Öffentliche Orte
- In seinem Geburtshaus im Ortsteil Goddelau in der "Büchnerstadt Riedstadt" befindet sich seit 1998 das Museum Büchnerhaus mit der Dauerausstellung "Von Goddelau zur Weltbühne".
- Straßen: Diverse Straßen wie in Bremen, Frankfurt am Main, Gera, Gießen, Jena, Magdeburg, Lemgo und Rostock wurden nach ihm benannt.
- Schulen: In Hessen gibt es mehrere Georg-Büchner-Schulen wie auch u. a. in Berlin, Bremerhaven, Kaarst und Seelze.

- Gymnasium (Bad Vilbel)
- Gymnasium (Berlin)
- Gymnasium (Düsseldorf)
- Gymnasium (Köln)
- Gymnasium (Seelze)
- Gymnasium (Darmstadt)
- Gesamtschule (Frankfurt am Main)
- Gesamtschule (Rodgau)
- Georg-Büchner-Grundschule (Joachimsthal, Brandenburg)
- Georg-Büchner-Grundschule (Rüsselsheim)

- Plätze

- Universität Zürich, Campus Irchel: Georg-Büchner-Platz
- Darmstadt, Theatervorplatz

### Weitere Ehrungen
- Die Darmstädter Fan-Gruppierung Ultrà de Lis nutzt Georg Büchner aufgrund seines sozial-revolutionären Charakters und dem regionalen Bezug als Identifikationsfigur.[19]

### Werkausgaben
- Georg Büchner: Sämtliche Werke und Briefe. Historisch-kritischen Ausgabe mit Kommentar. Hrsg. von Werner R. Lehmann. Hanser, München 1979, ISBN 3-446-11673-7.
- Georg Büchner: Werke und Briefe. Nach der historisch-kritischen Ausgabe von Werner R. Lehmann. Kommentiert von Karl Pörnbacher, Nachwort von Werner R. Lehmann. Hanser, München 1980, ISBN 3-446-12883-2.
- Georg Büchner: Gesammelte Werke. Hrsg. von Gerhard Peter Knapp, Herbert Wender. Goldmann, München 2002, ISBN 978-3-442-07510-2.
- Georg Büchner: Sämtliche Werke. Hrsg. von Henri Poschmann. Insel, Frankfurt am Main 2002, ISBN 3-458-06653-5.
- Georg Büchner: Sämtliche Werke und Schriften. Historisch-kritische Ausgabe mit Quellendokumentation und Kommentar. Marburger Ausgabe. 10 Bände. Hrsg. von Burghard Dedner, Thomas Michael Mayer. Wissenschaftliche Buchgesellschaft, Darmstadt 2000–2012, ISBN 3-534-14520-8.[20]

### Sekundärliteratur
- Ernst Alker: Büchner, Karl Georg. In: Neue Deutsche Biographie (NDB). Band 2, Duncker & Humblot, Berlin 1955, ISBN 3-428-00183-4, S. 720–722 (Digitalisat).
- Heiner Boehncke, Peter Brunner, Hans Sarkowicz: Die Büchners oder der Wunsch, die Welt zu verändern. Societäts-Verlag, Frankfurt am Main 2008, ISBN 978-3-7973-1045-3.
- Heiner Boehncke, Hans Sarkowicz (Hrsg.): Ernst Büchner: Versuchter Selbstmord durch Verschlucken von Stecknadeln. Insel, Berlin 2013 (zuerst 1823), ISBN 978-3-458-19372-2.
- Roland Bogards, Harald Neumeyer (Hrsg.): Büchner-Handbuch. Leben-Werk-Wirkung. Metzler, Stuttgart 2009. ISBN 978-3-476-02229-5.
- Donald Brinkmann: Georg Büchner als Philosoph. Viernheim Verlag, Viernheim / Zürich 1958 (Bibliophile Ausgabe in 250 Exemplaren, nummeriert und signiert mit Linolschnitten von Roland Forster. Handsatz, ledergebunden).
- Theo Buck: Büchner-Studien (Zwei Bände), Rimbaud, Aachen 1990 und 2000:
  - Charaktere, Gestalten. Büchner-Studien I. Rimbaud, Aachen 1990, ISBN 3-89086-969-6.
  - Riß in der Schöpfung. Büchner-Studien II. Rimbaud, Aachen 2000, ISBN 3-89086-869-X.
- Georg Büchner. Revolutionär – Dichter – Wissenschaftler (1813–1837). Katalog der Ausstellung Mathildenhöhe, Darmstadt, vom 2. August bis 27. September 1987. Stroemfeld/Roter Stern, Basel / Frankfurt am Main 1987, ISBN 3-87877-279-3.
- Barbara Neymeyr (Hrsg.): Georg Büchner. Neue Wege der Forschung. Wissenschaftliche Buchgesellschaft, Darmstadt 2013. ISBN 978-3-534-24527-7.
- Markus Bürgi: Büchner, Georg. In: Historisches Lexikon der Schweiz.
- Burghard Dedner, Günter Oesterle (Hrsg.): Zweites Internationales Büchner Symposium 1987. Referate, Büchner Studien, Band 6, Hain, Frankfurt am Main 1990, ISBN 3-445-08900-0.
- Christoph Dreyer: Georg Büchners ‚Leonce und Lena‘ und Antonin Artauds 'Theater der Grausamkeit'. Wege poetischer Wirklichkeit. Dissertation an der Technischen Universität Berlin 2002.
- Brigitte Forßbohm: Von Hütten und Palästen. Georg Büchner und sein politisches Umfeld in Hessen. Hrsg. von der Rosa Luxemburg Stiftung Hessen. EDITION 6065, Wiesbaden 2013, ISBN 978-3-941072-13-8.
- Silvia Frank: Kennst du Georg Büchner?. Bertuch, Weimar 2011. ISBN 978-3-937601-87-8.
- Michael Glebke: Die Philosophie Georg Büchners. Tectum, Marburg 1995, ISBN 3-89608-903-X.
- Dietmar Goltschnigg (Hrsg.): Georg Büchner und die Moderne. Texte, Analysen, Kommentar:
  - Band I: 1875–1945. Erich Schmidt, Berlin 2001, ISBN 978-3-503-04993-6.
  - Band II: 1945–1980. Erich Schmidt, Berlin 2002, ISBN 978-3-503-06106-8.
  - Band III: 1980–2002. Erich Schmidt, Berlin 2004, ISBN 978-3-503-06108-2.
- Walter Grab: Georg Büchner und die Revolution von 1848. Der Büchner-Essay von Wilhelm Schulz aus dem Jahr 1851. Text und Kommentar. Unter Mitarbeit von Thomas Michael Mayer. Königstein im Taunus 1985, ISBN 3-7610-8310-6.
- Jan-Christoph Hauschild: Georg Büchner – Biographie. Metzler, Stuttgart/Weimar 1993, ISBN 3-548-26505-7.
- Jan-Christoph Hauschild: Georg Büchner. Rowohlt, Reinbek bei Hamburg 1993, ISBN 3-499-50670-X (= rowohlts monographien, Band 503).
- Jan-Christoph Hauschild: Georg Büchner. Verschwörung für die Gleichheit. Hoffmann und Campe, Hamburg 2013, ISBN 978-3-455-50184-1.
- Frederik Hetmann: Georg B. Die Geschichte des Dichters & Revolutionärs Georg Büchner. Betz & Gelberg, Weinheim/Basel 1981, ISBN 3-407-80631-0.
- Clemens Hillebrand: Labyrinthe, Arbeiten zu Georg Büchners Lenz. Scherrer & Schmidt, Köln 1996, ISBN 3-927753-10-6.
- Michael Hofmann, Julian Kanning: Georg Büchner. Epoche – Werk – Wirkung. C. H. Beck, München 2013, ISBN 978-3-406-65540-1.
- Gerhard P. Knapp: Georg Büchner. 3. Auflage, Metzler, Stuttgart 2000, ISBN 3-476-13159-9 (= Sammlung Metzler, Band 159).
- Hermann Kurzke: Georg Büchner. Geschichte eines Genies. C. H. Beck, München 2013, ISBN 978-3-406-64493-1.
- Ariane Martin: Georg Büchner. Reclam, Stuttgart 2007, ISBN 978-3-15-017670-2.
- Hans Mayer: Georg Büchner und seine Zeit. 8. Auflage, Suhrkamp-TB 58, Frankfurt am Main 1992 (Erstausgabe Limes, Wiesbaden 1946), ISBN 3-518-36558-4.
- Christian Milz: Georg Büchner. Dichter, Spötter, Rätselsteller. Passagen, Wien 2012, ISBN 978-3-7092-0053-7.
- Corinna Nauheimer: Georg Büchner als Rebell. Revolutionäre Ideen während der Studienzeit in Gießen 1833/34. Grin, München 2010, ISBN 978-3-640-60879-9.
- Christian Neuhuber: Georg Büchner. Das literarische Werk. Erich Schmidt, Berlin 2009, ISBN 978-3-503-09889-7.
- Christian Neuhuber: Lenz-Bilder, Bildlichkeit in Büchners Erzählung und ihre Rezeption in der bildenden Kunst. Böhlau Verlag Wien, ISBN 978-3-205-78380-0.
- Gerhard Oberlin: Der Wahnsinn der Vernunft. Georg Büchners ‚Lenz‘. Die Krise des Subjekts in der Moderne. Ein literaturwissenschaftlicher Essay. Königshausen & Neumann, Würzburg 2014, ISBN 978-3-8260-5462-4.
- Peter Petersen/Hans-Gerd Winter (Hrsg.): Büchner-Opern. Georg Büchner in der Musik des 20. Jahrhunderts. Peter Lang, Frankfurt a. M. 1997, ISBN 3-631-30958-9.
- Henri Poschmann (Hrsg.): Wege zu Georg Büchner. Internationales Kolloquium der Akademie der Wissenschaften (Berlin-Ost). Peter Lang, Berlin 1992, ISBN 3-86032-004-1.
- Henri Poschmann: Georg Büchner. Dichtung der Revolution und Revolution der Dichtung. Aufbau, Berlin/Weimar 1983, ISBN 3-351-01267-5.
- Udo Roth: Georg Büchners naturwissenschaftliche Schriften. Ein Beitrag zur Geschichte der Wissenschaften vom Lebendigen in der ersten Hälfte des 19. Jahrhunderts. Max Niemeyer, Tübingen 2004, ISBN 3-484-19109-0.
- Simonetta Sanna: Die andere Revolution. Dantons Tod von Georg Büchner und die Suche nach friedlicheren Alternativen. Wilhelm Fink Verlag, München 2010, ISBN 978-3-7705-5038-8.
- Herbert Wender: Georg Büchners Bild der Großen Revolution. Zu den Quellen von Danton’s Tod. Athenäum, Frankfurt a. M. 1988, ISBN 978-3-610-08915-3.
- Werner Steinberg: Protokoll der Unsterblichkeit. Mitteldeutscher Verlag, Halle (Saale) 1969 (Roman) - Briefe, Amtsdokumente, Tagebucheintragungen aus Büchners Umfeld, chronologisch in Romanform eingebettet. "Tatsache ist, dass ein großer Teil der hier gebotenen Dokumente sich wörtlich belegen lässt." (aus dem Nachwort des Autors)